# Rodolia cardinalis
Rodolia cardinalis (tên thông thường bọ cánh cứng vedalia hay bọ rùa hồng y) là một loài bọ rùa đôi khi được mô tả là loài đặc hữu của Úc.

## Là loài được giới thiệu để kiểm soát sinh học

### New Zealand
R. cardinalis tình cờ được du nhập vào New Zealand, mặc dù chúng không còn phổ biến nữa. Một đợt bùng phát quy mô đệm bông ở California đã diễn ra vào cuối thế kỷ 19, dẫn đến một số được du nhập từ New Zealand vào năm 1888 để giúp bảo vệ các cây cam chanh. Chúng có màu đỏ với các mảng màu đen và dài khoảng 4mm.

### Úc
Có một chỗ ngồi trong Vườn Palmer ở Bắc Adelaide, Nam Úc mang một tấm bảng ghi:
Để ghi nhận sự thành công kiểm soát sinh học quan trọng đầu tiên - sự kiểm soát các côn trùng vảy bông ngoạn mục trong vườn cây cam chanh ở California của bọ rùa săn mồi vedalia.
Được thu thập tại Bắc Adelaide vào năm 1888.

Được tài trợ bởi Hiệp hội Côn trùng học Úc, được chính thức công bố bởi Rt Hon the Lord Thị trưởng Adelaide, nhân dịp Đại hội đồng của Hiệp hội, ngày 27 tháng 9 năm 1995

### California
R. cardinalis được đưa vào các vườn cây cam chanh của California vào cuối năm 1888.

## Mô tả
Con trưởng thành có thân hình bán cầu, dài 2–4 mm, được bao phủ bởi những lớp lông ngắn dày đặc. Nó có màu tím đỏ với các đốm đen ở một số điểm trên cơ thể, tạo thành một mạng lưới đường viền giữa các đốm. Phần đầu, phần sau của biểu mô trên toàn bộ chiều rộng và lớp bì đều có màu đen.

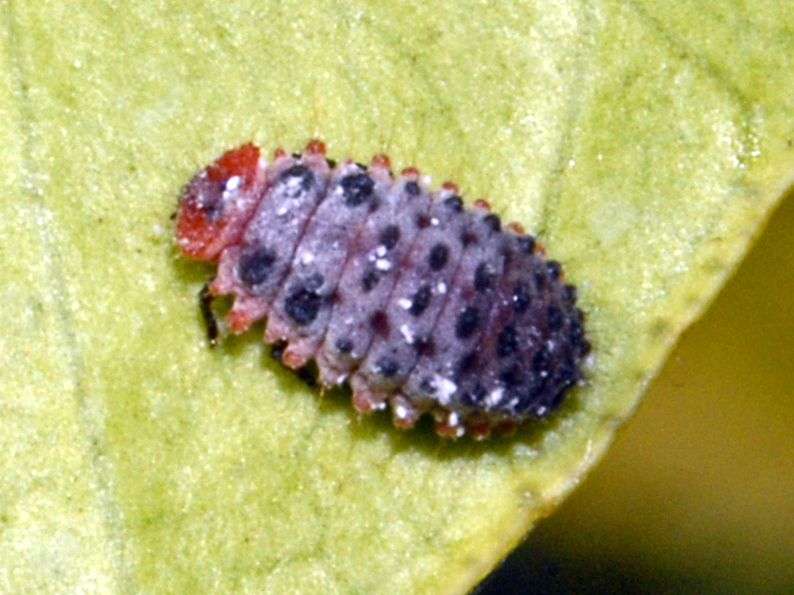
Ấu trùng của Rodolia cardinalis

Thường có năm điểm đen trên cánh cứng trước. Bốn trong số đó được sắp xếp ở phần mặt sau của cánh cứng trước. Hai điểm trước tạo thành một hình bầu dục gần như nửa mặt trăng với phần lồi hướng về phía khâu cánh cứng trước. Hai hình sau có hình dạng bất thường hơn, được hình thành bởi giao điểm của hai đốm tròn. Cuối cùng, vị trí thứ năm bao phủ chiều dài của đường khâu cánh cứng trước, mở rộng về phía căng sau.
Ăng-ten ngắn và hơi cong, bao gồm 8 phần, trong đó phần gần được kéo sang một bên rõ rệt. Chân có một xương chày mở rộng và dẹt không đều, tạo thành một khoảng trống chứa các xương cổ chân khi chân để bình thường. Xương cổ chân bao gồm 3 tarsomeri.
Ấu trùng dài khoảng 5mm, có màu hơi đỏ như con trưởng thành hoặc hơi xám, với các đốm đen trên ngực. Mặt trái có một loạt các nốt sần, mỗi nốt có lông ngắn. Nhộng dài 4–5mm, có màu đỏ sẫm dần theo độ tuổi song song với sự sẫm màu của vùng bụng.

## Chế độ ăn

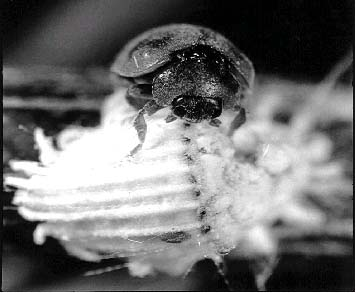
R. cardinalis trưởng thành đang ăn Icerya purchasi

R. cardinalis thường xuyên ăn rệp vừng và ve bét nhỏ, khiến chúng là các tác nhân kiểm soát sinh học rất tốt. Chúng chỉ săn những thứ nhỏ hơn chúng. Hầu hết thức ăn của chúng là động vật ăn thực vật, do động vật ăn thịt có khả năng làm chúng bị thương hơn vì chúng chậm chạp. Khả năng bay của chúng bị hạn chế nên việc săn mồi trên không là điều không thể.
Nó là động vật săn mồi tích cực của vảy đệm bông Icerya purchasi.

## Phân bố
Rodolia cardinalis phổ biến ở tất cả các lục địa ngoại trừ Nam Cực: Châu Mỹ (Hoa Kỳ, Trung Mỹ, Caribê, Nam Mỹ, từ Venezuela đến Chile và Argentina), Châu Âu (Bán đảo Iberia, Pháp, Ý, Balkan, Nga), Châu Á (Nhật Bản, Ấn Độ, Philippines, Đài Loan, Xibia), ở Châu Phi (Bắc Phi, Nam Phi), ở Châu Đại Dương (Hawaii, Guam) và tất nhiên, ở khu vực quê hương của nó, Úc.